# Das Telephonkätzchen
Das Telephonkätzchen ist ein mittellanges, deutsches Stummfilmlustspiel aus dem Jahr 1917 von William Karfiol mit Trude Hesterberg in der Titelrolle.

## Handlung
Die Telefonistin Nelly Lehmann träumt mal wieder in den Tag hinein, als sie das Foto ihres Liebsten, Fritz, versonnen betrachtet. Dadurch kommt der vom Kunden Herr Knicker gewünschte Anschluss nicht zustande. Selbiger ist über Nellys Versäumnis derart erbost, dass er ihr verbal ordentlich den Kopf wäscht. Das wiederum will sich Nelly nicht bieten lassen und beschließt, Herrn Knicker wegen Beleidigung zu verklagen. Als beide Streithähne sich zufällig in der Straßenbahn begegnen, erkennen sie sich nicht, da sich der augenblicklich in Nelly schockverliebte Knicker als „Rentier Müller“ vorstellt. Sofort bittet er um ein Rendezvous. Wie kann er ahnen, dass ausgerechnet sein Neffe Fritz der Herzbube jener jungen Dame vor ihm ist, die ihn zu verklagen gedenkt?
Wenig später zeigt Knicker Fritz die Vorladung vor Gericht. Diese Angelegenheit kommt dem Alten äußerst ungelegen, erhofft er sich doch, demnächst zum Kommerzienrat ernannt zu werden. Fritz erkennt sofort, dass es sich bei der Klägerin um seine Verlobte handelt und bittet sie, keinesfalls die Klage zurückzuziehen. Stattdessen, so bittet er sie, solle sie dem alten Knicker das erbetene Rendezvous gewähren. Als es am ersten Verhandlungstag zur Begegnung mit der Klägerin kommt, erkennt Knicker natürlich sofort seine Zufallsbekanntschaft und ist zunächst vollkommen perplex. Der Richter fordert die beiden Streithähne zu einem Vergleich auf, was Knicker durchaus gelegen kommt. Nelly hingegen will der Empfehlung des Gerichts nur dann folgen, wenn Knicker, der zugleich Fritzens Erbonkel ist, seinen Segen zu beider Verlobung gibt. Knicker murrt zwar, dass er damit die angebetete Nelly ziehen lassen muss, stimmt dieser Regelung aber letztlich zu.

## Produktionsnotizen
Das Telephonkätzchen entstand zum Jahresbeginn 1917 und besaß drei Akte, verteilt auf 1015 Metern Länge. Die Uraufführung erfolgte im März 1917 in Berlins Kammerlichtspielen an Berlins Potsdamer Platz.
Paul Westermeier spielte hier eine seiner ersten Filmrollen. Obwohl zehn Jahre jünger als Heinz Sarnow, spielte er dessen Onkel.

## Kritik
„In diesem heiteren Bilde, dem ein guter Lustspielgedanke zu grunde liegt, verfolgen wir mit vielem Vergnügen, das schelmische Komödienspiel eines Brautpaares, das sich auf äußerst lustige Art die Zustimmung des Erbonkels zu ihrer Vereinigung erzwingt, wobei ihnen ergötzliche Zufälligkeiten willkommene Unterstützung bieten.“